# 新潟県立正徳館高等学校
新潟県立正徳館高等学校（にいがたけんりつ しょうとくかんこうとうがっこう）は、新潟県長岡市与板町東与板に所在する県立高等学校。

## 概要
2005年に新潟県立与板高等学校・新潟県立寺泊高等学校を統合、与板高校の校舎を継承し開校された（両校は2007年3月に閉校）。
基礎学力に重点を置いた授業を展開しており、週2回、火・金に5時限授業、習熟度別・少人数授業（1年生では数学・英語で1学級を2分割、国語では3学級を4分割）を実施している。2年次に進学コース文系・理系・総合コースのいずれかを選択して学習している。全体では1・2年次での保育体験実習や、市内の公共施設・企業へ4日間のインターンシップ等の取り組みを実施している。卒業生の進路は、概ね大学15%、短期大学・専門学校50%、就職30%の割合となっている。
生徒指導では岡山学芸館高等学校での取り組みを元にゼロ・トレランス方式が導入されており、アルバイトは全面禁止である。
学校名は1860年（万延元年）に設立された与板藩藩校「正徳館」に由来する。この藩校は戊辰戦争の影響で一旦閉校を余儀無くされたが、1869年に再興された。その際藩主の井伊直安は藩士の子弟に限らず広く領民に就学を勧め「極貧者でもよし。衣食住に欠ける者は校内に寄宿してもよい」としており、万民に対して学びの場への門戸を開いた事で知られている。

## 沿革
- 2005年
  - 1月1日 - 設置認可。
  - 4月1日 - 新潟県立正徳館高等学校として開校。
  - 4月7日 - 第1回入学式挙行。
  - 10月15日 - 開校記念式典挙行。
- 2007年
  - 3月31日 - 前身の与板高校・寺泊高校が閉校。
  - 7月16日 - 新潟県中越沖地震が発生、翌日臨時休校となる。
- 2008年
  - 3月3日 - 同窓会結成（前身の与板高校同窓会と活動を連動）。
  - 3月4日 - 第1回卒業式挙行。

## 校歌
- 2005年に作詞：金沢智恵子、作曲：小山章三により制作された。

## 年間行事
- 4月 入学式、1年林間学校
- 5月 史跡探訪遠足、中間考査
- 6月 体育大会、英語検定、漢字検定、全商簿記検定、全商ワープロ検定
- 7月 期末考査、3年就職ガイダンス、2年保育体験実習・進路ガイダンス、1・2年企業見学
- 8月 進学補習、漢字検定、課題考査
- 9月 就職試験開始、2年インターンシップ
- 10月 中間考査、英語検定、文化発表会、1・2年企業・上級学校見学
- 11月 マラソン大会、2年修学旅行（沖縄方面）、漢字検定、全商ワープロ検定、キャリアアップセミナー
- 12月 球技大会、期末考査
- 1月 課題考査、1年百人一首大会、1年保育体験実習、3年学年末考査、センター試験、英語検定、漢字検定、全商簿記検定
- 2月 進路決定者体験講話、1・2年学年末考査、国立大学2次試験
- 3月 卒業式、一般選抜

## 部活動

### 運動部
- 野球部

前身校である与板高校時代の1980年夏に第62回全国高等学校野球選手権大会新潟大会で準優勝、その後もベスト8の常連であった古豪である。与板高校時代から引き続いて毎年11月に廃品回収を行っており、部費の一部として使われている。近年は部員数の減少が課題である。
- バドミントン部
- 卓球部
- 陸上競技部
- カヌー部（休部中）

2009年に行われた新潟国体の強化校指定を受け、1名が国体へ出場。2010年にも国体出場が決定した。以前は寺泊高校に存在していた部活動であり、2005年の開校時に本校に設置された。千葉国体も出場している。

### 文化部
- 華道部
- 茶道部

2007年5月より与板地区での行事「楽山亭ライトアップ」時に茶会を行っている。
- 理科部

## 著名な出身者
- 遠藤鉄四郎（元三島町長、旧与板高校卒）
- 近藤有己（格闘家、旧与板高校卒）

## 交通
- 越後交通与板仲町バス停徒歩7分（長岡方面より）。北新町バス停徒歩7分（寺泊方面より）。